# Józef Lisowski (immunolog)
Józef Lisowski (ur. 2 stycznia 1928 w Kielcach, zm. 2 sierpnia 2012 we Wrocławiu) – polski biochemik i immunolog, kierownik Zakładu Immunochemii Instytutu Immunologii i Terapii Doświadczalnej im. L. Hirszfelda PAN, członek Rady Naukowej Instytutu i członek Komitetu Immunologii Polskiej Akademii Nauk, współzałożyciel Polskiego Towarzystwa Immunologicznego.
W 1951 roku ukończył studia na Wydziale Chemicznym Politechniki Wrocławskiej. Już podczas studiów chemia organiczna, znalazła się w centrum jego zainteresowań naukowych, z tego względu po studiach znalazł się w Katedrze Chemii Fizjologicznej Akademii Medycznej we Wrocławiu, gdzie pracował pod kierunkiem biochemika profesora Tadeusza Baranowskiego. Po doktoracie w 1955 r. podjął pracę w Instytucie Immunologii i Terapii Doświadczalnej im. Ludwika Hirszfelda PAN we Wrocławiu. Początkowo jego praca naukowa koncentrowała się na korelacjach między budową cząsteczki a aktywnością enzymu, a następnie skupił się na wiązaniu jonów metali ciężkich ze zmodyfikowanymi białkami.
Spędził dwa lata (1959–1961) jako stypendysta Fundacji Rockefellera na Wydziale Biochemii Uniwersytetu Waszyngtońskiego (w Seattle, w USA). pod kierunkiem profesora Hansa Neuratha.
Habilitacja Józefa Lisowskiego w 1964 r. opierała się na nowatorskich badaniach nad enzymami przysadki mózgowej.    W latach 1965–1966 i 1980-1982 był profesorem wizytującym Instytutu Biochemii Uniwersytetu Genewskiego (Szwajcaria). Po 1966 roku profesor Lisowski został kierownikiem Zakładu Immunochemii w Instytucie Immunologii i Terapii Doświadczalnej im. Ludwika Hirszfelda PAN we Wrocławiu. Funkcję tę pełnił do czasu przejścia na emeryturę
w 1999 roku.
Główny dorobek Józefa Lisowskiego to badania nad immunochemią. Zdobył miano znanego specjalisty z zakresu immunoglobulin i ich badań porównawczych w krwi i w siarze. Jego praca  bardzo specyficznej podfrakcji polipeptydowej bogatej w prolinę w owczej siarze (PRP). Wkrótce okazało się, że preparat ten wykazuje właściwości immunoregulacyjne, został zastosowany u pacjentów z chorobą Alzheimera.
Józef Lisowski był jednym z założycieli Polskiego Towarzystwa Immunologicznego, w latach 1971-1980 jego prezesem, a później jego honorowym członkiem. Działał w Międzynarodowej Unii Towarzystw Immunologicznych (w latach 1974-1977 wchodził w skład jej Rady) i w Federacji Europejskich Towarzystw Immunologicznych. 
Był członkiem Polskiego Towarzystwa Biochemicznego. Był promotorem dziewięciu prac doktorskich, a trzech jego współpracowników zostało profesorami.
Został pochowany na cmentarzu św. Wawrzyńca we Wrocławiu.